# FN SCAR
FN SCAR (neboli Special Forces Combat Assault Rifle) nebo SCAR je útočná puška, která má v americké armádě (prozatím hlavně u speciálních jednotek) nahradit pušky M16 (Mk 18), M4A1 (Mk 18), M14 DMR (Mk 18), CQBR (Mk 18) a SR 25 (Mk 11).
Komplet SCAR (česky: bojová útočná puška pro speciální operace) tvoří dvojice zbraní ve dvou rážích s 60% podílem shodných konstrukčních prvků a na 90 % stejným ergonomickým uspořádáním. Do kompletu SCAR ještě patří 40 mm granátomet EGLM, připojitelný pod hlaveň obou zbraní nebo použitelný samostatně (s vlastní pažbou).
"Lehčí" typ SCAR-L (L=Light=lehký) je určen pro střelbu municí 5,56 × 45 mm NATO a je určen pro boj především v městských zástavbách.
"Těžší" typ SCAR-H (H=Heavy=těžký) je určen pro střelbu municí 7,62 × 51 mm NATO a je určen pro boj především v otevřeném nebo horském terénu.
Automatika obou zbraní je založena na odběru prachových plynů z hlavně. Na závěrový mechanismus nepůsobí přímo (prostřednictvím plynové trubice, jako u pušek M16 a M4), ale pístem s krátkým chodem. Uzamčení je řešeno otočným závorníkem.
Střelba je možná jednotlivými ranami nebo dávkou. Přepínač režimu střelby je oboustranný. Páka pro napínání závěru je napravo nad výhozným okénkem, ale je možné ji předělat na levou stranu. Výhozné okénko je na pravé straně a na konci je opatřeno deflektorem, zabraňujícím kontaktu vystřelené nábojnice s obličejem střelce.
SCAR-L využívá zásobník na 30 nábojů (5,56 × 45 mm NATO) a SCAR-H využívá zásobník na 20 nábojů (7,62 × 51 mm NATO).
Pažba obou zbraní je shodná, teleskopicky výsuvná (6 poloh) a sklopná na pravou stranu zbraně, aniž by byly omezeny možnosti střelby.

## Varianty

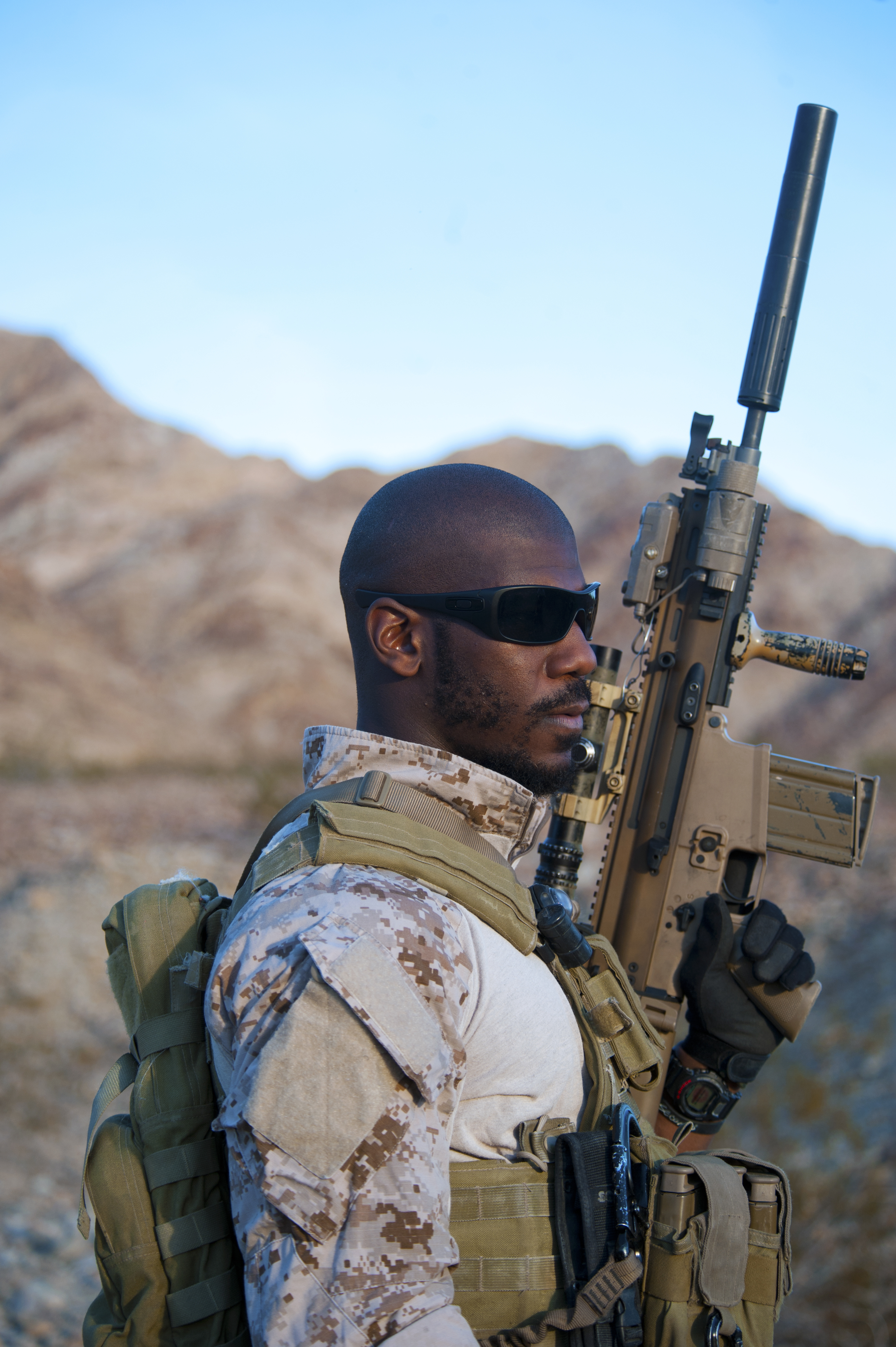
Příslušník Navy SEALs s variantou SCAR-H

Pro obě varianty zbraní je na výběr celkem ze 3 druhů hlavní podle délky, které jsou zaměnitelné během 5 minut (díky speciálnímu klíči)

### SCAR-L (5,56 mm)
- SCAR-L Standard - standardní verze, s hlavní dlouhou 351 mm
- SCAR-L CQC - zkrácená verze, karabina s hlavní dlouhou 253 mm
- SCAR-L Sniper - verze pro přesnější střelbu , s hlavní dlouhou 457 mm

### SCAR-H (7,62 mm)
- SCAR-H Standard - standardní verze, s hlavní dlouhou 406 mm
- SCAR-H CQC - zkrácená verze, karabina s hlavní dlouhou 330 mm
- SCAR-H Sniper - verze pro přesnější střelbu, s hlavní dlouhou 508 mm

Podle firmy FN Herstal budou prozatím dlouhé hlavně k dispozici pouze pro americké speciální jednotky.